# Agromyza kusumae
Agromyza kusumae este o specie de muște din genul Agromyza, familia Agromyzidae, descrisă de Garg în anul 1971. Conform Catalogue of Life specia Agromyza kusumae nu are subspecii cunoscute.